# Siège d'Harfleur
Guerre de Cent Ans
Batailles
Le siège d'Harfleur par Henri V d'Angleterre commence le 18 août 1415 et dure jusqu'à la reddition de la ville près d'un mois après, le 22 septembre 1415.

## Contexte
Henri V d'Angleterre envahit la France après l'échec des négociations avec les Français. Il revendique le titre de roi de France à travers la lignée de son arrière-grand-père Édouard III, bien qu'en pratique les rois d'Angleterre fussent prêts à renoncer à cette revendication si les Français reconnaissaient leur souveraineté en Aquitaine, notamment lors du traité de Brétigny en 1360. Henri convoque alors un grand conseil au printemps 1414 pour discuter d'une guerre contre la France, mais les barons présents insistent pour qu'il négocie plus vigoureusement et qu'il modère ses revendications. Lors des négociations qui suivent, Henri V annonce qu'il abandonnera sa revendication au trône si les Français paient la somme restante de 1,6 million de couronnes pour la rançon du roi Jean II le Bon (qui avait été capturé à la bataille de Poitiers en 1356) et reconnaissent la souveraineté anglaise sur le duché de Normandie, le comté de Tours, le duché d'Anjou, le duché de Bretagne et le comté de Flandre, ainsi bien sûr que sur le duché d'Aquitaine. Henri épouserait Catherine, la plus jeune fille du roi Charles VI le Fol et recevrait une dot de 2 millions de couronnes. Les Français répondent par des termes qu'ils considèrent comme généreux, à savoir une dot de 600,000 couronnes pour le mariage d'Henri et de Catherine ainsi qu'une Aquitaine anglaise élargie. Au début de l'année 1415, les négociations n'ayant abouti à rien, les Anglais affirment que les Français se sont moqués de leurs demandes et ont ridiculisé Henri V. En décembre 1414, le Parlement d'Angleterre se laisse persuader d'accorder à Henri un double subside, une taxe deux fois plus élevée qu'à l'ordinaire, afin qu'il puisse reconquérir ce qu'il considère comme son héritage en France. Le 19 avril 1415, Henri convoque à nouveau un grand conseil pour qu'il donne son feu vert à une guerre contre la France, et cette fois, les barons anglais acceptent.

## Invasion et préparatifs
Le mardi 13 août 1415, la flotte d'Henri V, forte de 1 600 navires, accoste en vue de Chef-de-Caux près de l'estuaire de la Seine. Le débarquement a lieu le lendemain, 14 août, avec une armée de près de 10 000 hommes. Il entreprend le siège d'Harfleur avec 6 000 hommes d'armes et 24 000 archers. La garnison française d'Harfleur est elle composée de 100 hommes seulement mais elle est rapidement renforcée par l'arrivée de deux chevaliers expérimentés, les sires d'Estouteville et de Gaucourt, qui amènent 300 hommes.

## Le siège et la prise d'Harfleur
Le 18 août, Thomas de Lancastre conduit une partie de l'armée anglaise à l'est de la ville, où il campe avec ses hommes. Il parvient à intercepter un convoi français de secours, qui apportait aux assiégés des armes, de la poudre, des flèches et des arcs.
Les détails du siège ne sont pas très bien connus mais il semble que le siège a été conduit selon les règles guerrières médiévales. Après que les murailles ont été sérieusement endommagées par une douzaine de canons, Henri V projette un vaste assaut sur la ville. Les commandants français d'Harfleur lui demandent d'accorder un délai qui s'étende jusqu'au 23 septembre, date à laquelle la ville capitulerait si une armée française de secours n'arrivait pas. Après avoir demandé de l'aide à l'armée française stationnée à Vernon et avoir essuyé un refus, Harfleur capitule le 22 septembre 1415. Henri V prévoit de faire avec la même chose qui avait déjà été faite avec Calais, c'est-à-dire la transformer en colonie anglaise. Les habitants qui sont prêts à servir le roi d'Angleterre sont autorisés à rester.

## Suites
La dysenterie ayant frappé son armée, Henri doit provisoirement abandonner ses rêves de conquête et rembarquer pour l'Angleterre. Il laisse une garnison à Harfleur et quitte la ville le 8 octobre avec le reste de son armée en vue de regagner Calais. Il remonte par la rive gauche de la Somme, en vue de trouver un pont ou un gué mal défendu. Même s'il parvient à franchir sans problème la Somme, Henri est suivi par une armée française qui essaie de lui barrer la route de Calais. Le 24 octobre, il est intercepté par cette armée largement supérieure en nombre près du village d'Azincourt et doit livrer bataille en ce lieu le lendemain.